# Waldo de los Ríos

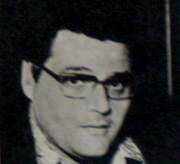
Waldo de los Ríos, 1970

Waldo de los Ríos, född 7 september 1934 i Buenos Aires, Argentina, död 28 mars 1977 i Madrid, Spanien, var en argentinsk kompositör och dirigent.

## Biografi
Waldo de los Ríos föddes i Buenos Aires som Osvaldo Nicholas Ferrara. Han växte upp med musikaliska föräldrar. Hans far var musikant och hans mor var en känd folksångerska i Argentina. Han studerade komposition och dirigering på National Conservatory of Music hos kompositören Alberto Ginastera och Teodoro Fuchs. År 1958 flyttade han till USA och sedan till Spanien år 1962. 
Ríos blev inspirerad av elektronisk musik och bildade på 1960-talet The Waldos som blandade folkmusik med elektronisk musik. Han komponerade musik till filmer och fick pris för musiken till filmen Pampa Salvaje från Argentine Cinemagraphic Association. 
På 1970-talet blev han känd för sina omarragemang av klassisk musik. Han lade in synthar, trummor, gitarrer och andra instrument tillsammans med fioler, flöjter och hornmusik. Hans version av Mozarts Symfoni nr 40 nådde förstaplatsen på holländska listor och låg på topp 10 på många listor i Europa. Ríos hade redan klättrat på listor i Europa och Amerika med Beethovens nionde symfoni Ode to Joy som han arrangerade för Miguel Ríos. 
Hans skiva Mozart in the Seventies där några av Mozarts mest kända verk hade arrangerats om till en mera samtida genre hade mycket mer slagverksrytm än andra skivor med liknande arrangemang, och många låtar från det albumet användes som teman till BBC:s många olika TV-program. Albumet Symphonies for the Seventies innehåller bland annat musik av Mozart samt Dvořáks Från nya världen.
1971 arrangerade han Spaniens låtbidrag till Eurovision Song Contest En un mundo nuevo som kom på andra plats och tog sig in på många europeiska listor. 
Han var gift med skådespelerskan Isabel Pisano (född 1944) som dokumenterade mycket av Ríos liv som sedan 2002 gavs ut i en bok. Riós drabbades 1977 av en akut depression, och den 28 mars samma år begick han självmord i Madrid genom att skjuta sig själv i huvudet.

## Diskografi
- 1965 Los Waldos
- 1965 Waldo de los Rios en Europa
- 1966 España Electrodinámica Vol. 1
- 1966 Folklore Dinámico
- 1967 España en 3era Dimensión
- 1968 Waldo en la TVE
- 1969 El Sonido Mágico Vol. 1
- 1970 El Sonido Mágico Vol. 2
- 1970 Sinfonías
- 1971 Mozartmania
- 1971 Symphonies for the Seventies
- 1971 Mozart in the seventies
- 1973 Operas
- 1973 Navidad Con Waldo de Los Rios
- 1974 Sinfonías 2
- 1974 Oberturas
- 1974 Concierto Para La Guitarra Criolla
- 1975 Overtures
- 1976 Conciertos
- 1977 Corales (gavs ut postumt)

## Filmkompositioner
- 1966 Savage Pampas
- 1969 La Residencia ("The Boarding School")
- 1971 Murders in the Rue Morgue
- 1971 A Town Called Hell
- 1972 Bad Man's River
- 1974 Boquitas Pintadas

### Fotnoter
1. ↑  Biografi Arkiverad 10 mars 2016 hämtat från the Wayback Machine. på Internet Movie Database